# Ярославский район (Ярославская область)
Ярославский район — административно-территориальная единица (район) и муниципальное образование (муниципальный район) в составе Ярославской области Российской Федерации.
Административный центр расположен в Ярославле (в состав района не входит).

## География
Расположен на востоке центральной части Ярославской области. Площадь — 1915 км² (11-е место среди районов области). В центральной части находится город Ярославль, не входящий в район и образующий отдельный городской округ.
Граничит с другими районами Ярославской области:
- на севере с Даниловским,
- на востоке — с Некрасовским,
- на юге — с Гаврилов-Ямским,
- на западе — с Борисоглебским и Большесельским,
- на северо-западе — с Тутаевским.

Основные реки — Волга, Пахма, Которосль, Ить.

## История
Район образован постановлением Президиума ВЦИК от 10 июня 1929 года в составе Ярославского округа Ивановской промышленной области. В него вошла большая часть территории бывшего Ярославского уезда Ярославской губернии.
1 января 1932 года Постановлением Президиума ВЦИК в числе прочих Ярославский район Ивановской промышленной области был ликвидирован. Сельсоветы Ярославского района распределены следующим образом:
- Бекреневский, Высоковский, Гавриловский, Григорьевский 1-й, Григорьевский 2-й, Долматовский, Доровской, Дорожаевский, Ермаковский, Ефремовский, Зверинцевский, Иваньковский, Карабихский, Колокуновский, Кормилицинский, Курбский, Лопуховский, Медведковский, Медягинский, Меленковский, Михайловский, Пазушинский, Сереновский, Телегинский, Телищевский, Тереховский, Устьинский и Яковлевский присоединены к городу Ярославлю;
- Раменский, Титовский и Ширинский — к Борисоглебскому району;
- Новленский, Путятинский, Селецкий, Телицынский и Ушаковский — к Боровскому району;
- Бакановский, Кащеевский и Юринский — к Гаврило-Ямскому району;
- Березниковский, Голодяевский, Давыдковский, Марковский и Октябрьский — к Даниловскому району;
- Баневский, Давыдовский, Дмитриевский, Дряхловский, Резанинский и Ченцовский — к Тутаевскому району;
- Ананьинский, Бурмакинский, Высоцкий, Левинский, Лютовский, Радюкинский, и Сеславинский — к Нерехтскому району.

20 июля 1933 года район был восстановлен, в него вошли сельсоветы, бывшие в подчинении Ярославского горсовета, а также рабочие посёлки Красный Перевал и Красные Ткачи. 11 марта 1936 года район вошёл во вновь образованную Ярославскую область. 17 марта 1944 года 7 сельсоветов перечислены во вновь образованный Курбский район и 3 сельсовета — во вновь образованный Бурмакинский район. 15 апреля 1946 года 4 сельсовета отошли в состав вновь образованного Давыдковского района. 15 ноября 1957 года к району присоединены части ликвидированных Курбского и Толбухинского районов. 6 марта 1959 года в район вошёл Лютовский сельсовет бывшего Бурмакинского района.

## Население
| 1939    | 1959    | 1970    | 1979    | 1989    | 2002    | 2007    | 2009    | 2010    |
| ------- | ------- | ------- | ------- | ------- | ------- | ------- | ------- | ------- |
| 107 736 | ↘64 553 | ↘56 797 | ↘52 485 | ↗55 636 | ↘53 579 | ↗54 894 | ↘51 688 | ↗52 328 |
| 2011    | 2012    | 2013    | 2014    | 2015    | 2016    | 2017    | 2018    | 2019    |
| ↗52 413 | ↗53 738 | ↗54 661 | ↗56 026 | ↗58 523 | ↗60 845 | ↗62 411 | ↗63 574 | ↗64 563 |
| 2020    | 2021    |         |         |         |         |         |         |         |
| ↗66 072 | ↗68 433 |         |         |         |         |         |         |         |

### Урбанизация
Городское население (рабочий посёлок Лесная Поляна) составляет  3,64 % от всего населения района.

### Национальный состав
По итогам переписи населения 2020 года проживали следующие национальности (национальности менее 0,1 % и другое, см. в сноске к строке «Другие»):
| Национальность | Численность, чел. | Доля     |
| -------------- | ----------------- | -------- |
| Русские        | 61 471            | 89,83 %  |
| Армяне         | 461               | 0,67 %   |
| Таджики        | 201               | 0,29 %   |
| Украинцы       | 198               | 0,29 %   |
| Азербайджанцы  | 187               | 0,27 %   |
| Езиды          | 184               | 0,27 %   |
| Татары         | 121               | 0,18 %   |
| Узбеки         | 96                | 0,14 %   |
| Другие         | 5514              | 8,06 %   |
| Итого          | 68 433            | 100,00 % |

## Административное деление
Ярославский район как административно-территориальная единица области включает 1 рабочий посёлок (посёлок городского типа) и 19 сельских округов.
Ярославский муниципальный район в рамках организации местного самоуправления делится на 8 муниципальных образований, в том числе 1 городское поселение и 7 сельских поселений.
| Административно- территориальная единица | Административный центр | Муниципальное образование         | Административный центр | Количество населённых пунктов | Население (чел.) | Площадь (км²) |                  |                  |                                   |                  |   |       |      |
| ---------------------------------------- | ---------------------- | --------------------------------- | ---------------------- | ----------------------------- | ---------------- | ------------- | ---------------- | ---------------- | --------------------------------- | ---------------- | - | ----- | ---- |
| Административно- территориальная единица | Административный центр | Муниципальное образование         | Административный центр | Количество населённых пунктов | Население (чел.) | Площадь (км²) | рп Лесная Поляна | рп Лесная Поляна | городское поселение Лесная Поляна | рп Лесная Поляна | 1 | ↘2492 | 0,46 |
| Гавриловский сельский округ              | с. Прусово             | Заволжское сельское поселение     | п. Заволжье            | 122                           | ↗14 927          | 317,49        |                  |                  |                                   |                  |   |       |      |
| Левцовский сельский округ                | д. Григорьевское       | Заволжское сельское поселение     | п. Заволжье            | 122                           | ↗14 927          | 317,49        |                  |                  |                                   |                  |   |       |      |
| Пестрецовский сельский округ             | д. Пестрецово          | Заволжское сельское поселение     | п. Заволжье            | 122                           | ↗14 927          | 317,49        |                  |                  |                                   |                  |   |       |      |
| Точищенский сельский округ               | с. Спас-Виталий        | Заволжское сельское поселение     | п. Заволжье            | 122                           | ↗14 927          | 317,49        |                  |                  |                                   |                  |   |       |      |
| Бекреневский сельский округ              | с. Сарафоново          | Ивняковское сельское поселение    | п. Ивняки              | 81                            | ↗9786            | 233,90        |                  |                  |                                   |                  |   |       |      |
| Ивняковский сельский округ               | п. Ивняки              | Ивняковское сельское поселение    | п. Ивняки              | 81                            | ↗9786            | 233,90        |                  |                  |                                   |                  |   |       |      |
| Карабихский сельский округ               | д. Карабиха            | Карабихское сельское поселение    | д. Карабиха            | 63                            | ↗15 330          | 217,14        |                  |                  |                                   |                  |   |       |      |
| Телегинский сельский округ               | п. Нагорный            | Карабихское сельское поселение    | д. Карабиха            | 63                            | ↗15 330          | 217,14        |                  |                  |                                   |                  |   |       |      |
| Глебовский сельский округ                | д. Глебовское          | Кузнечихинское сельское поселение | д. Кузнечиха           | 115                           | ↗11 201          | 349,48        |                  |                  |                                   |                  |   |       |      |
| Кузнечихинский сельский округ            | д. Кузнечиха           | Кузнечихинское сельское поселение | д. Кузнечиха           | 115                           | ↗11 201          | 349,48        |                  |                  |                                   |                  |   |       |      |
| Рютневский сельский округ                | п. Ярославка           | Кузнечихинское сельское поселение | д. Кузнечиха           | 115                           | ↗11 201          | 349,48        |                  |                  |                                   |                  |   |       |      |
| Толбухинский сельский округ              | с. Толбухино           | Кузнечихинское сельское поселение | д. Кузнечиха           | 115                           | ↗11 201          | 349,48        |                  |                  |                                   |                  |   |       |      |
| Курбский сельский округ                  | с. Курба               | Курбское сельское поселение       | с. Курба               | 111                           | ↘5240            | 477,07        |                  |                  |                                   |                  |   |       |      |
| Меленковский сельский округ              | п. Козьмодемьянск      | Курбское сельское поселение       | с. Курба               | 111                           | ↘5240            | 477,07        |                  |                  |                                   |                  |   |       |      |
| Мордвиновский сельский округ             | д. Мордвиново          | Курбское сельское поселение       | с. Курба               | 111                           | ↘5240            | 477,07        |                  |                  |                                   |                  |   |       |      |
| Ширинский сельский округ                 | с. Ширинье             | Курбское сельское поселение       | с. Курба               | 111                           | ↘5240            | 477,07        |                  |                  |                                   |                  |   |       |      |
| Некрасовский сельский округ              | п. Михайловский        | Некрасовское сельское поселение   | п. Михайловский        | 24                            | ↘3107            | 43,78         |                  |                  |                                   |                  |   |       |      |
| Лютовский сельский округ                 | д. Мокеевское          | Туношенское сельское поселение    | с. Туношна             | 65                            | ↗6350            | 275,96        |                  |                  |                                   |                  |   |       |      |
| Туношенский сельский округ               | с. Туношна             | Туношенское сельское поселение    | с. Туношна             | 65                            | ↗6350            | 275,96        |                  |                  |                                   |                  |   |       |      |

История муниципального устройства
1 января 2005 года в муниципальном районе в рамках организации местного самоуправления Законом Ярославской области от 21 декабря 2004 года  были образованы 2 городских поселения Красные Ткачи и Лесная Поляна и 7 сельских поселений: Заволжское, Ивняковское, Карабихское, Кузнечихинское, Курбское, Некрасовское, Туношенское. Законом Ярославской области от 25 февраля 2009 года упразднённое городское поселение Красные Ткачи было включено в Карабихское сельское поселение.

## Населённые пункты
Всего в районе насчитывается 575 населённых пунктов, в том числе 1 городской (рабочий посёлок Лесная Поляна) и 574 сельских населённых пунктов.
| №   | Населённый пункт       | Тип             | Население | Сельский округ | Сельское поселение |
| --- | ---------------------- | --------------- | --------- | -------------- | ------------------ |
| 1   | Акишино                | деревня         | ↗4        | Лютовский      | Туношенское        |
| 2   | Аксеновская            | деревня         | →0        | Толбухинский   | Кузнечихинское     |
| 3   | Аксенцево              | деревня         | ↘0        | Глебовский     | Кузнечихинское     |
| 4   | Алексеевское           | деревня         | ↘9        | Телегинский    | Карабихское        |
| 5   | Алексеевское           | деревня         | →44       | Лютовский      | Туношенское        |
| 6   | Алеханово              | деревня         | ↘2        | Курбский       | Курбское           |
| 7   | Алешково               | деревня         | ↘23       | Пестрецовский  | Заволжское         |
| 8   | Алферово               | деревня         | ↘10       | Точищенский    | Заволжское         |
| 9   | Ананьино               | деревня         | ↘2        | Бекреневский   | Ивняковское        |
| 10  | Ананьино               | деревня         | ↘477      | Телегинский    | Карабихское        |
| 11  | Андреевское            | деревня         | ↗8        | Гавриловский   | Заволжское         |
| 12  | Андреевское            | деревня         | →0        | Точищенский    | Заволжское         |
| 13  | Андроники              | село            | ↘593      | Толбухинский   | Кузнечихинское     |
| 14  | Анискино               | деревня         | →0        | Лютовский      | Туношенское        |
| 15  | Антроповское           | деревня         | →0        | Ивняковский    | Ивняковское        |
| 16  | Аристово               | село            | ↘3        | Левцовский     | Заволжское         |
| 17  | Аристово               | деревня         | ↘57       | Меленковский   | Курбское           |
| 18  | Артемуха               | деревня         | ↘0        | Глебовский     | Кузнечихинское     |
| 19  | Афинеево               | деревня         | →1        | Карабихский    | Карабихское        |
| 20  | Афонино                | деревня         | ↘304      | Мордвиновский  | Курбское           |
| 21  | Баканово               | деревня         | ↘20       | Курбский       | Курбское           |
| 22  | Балакирево             | деревня         | ↗2        | Курбский       | Курбское           |
| 23  | Балакирево             | село            | ↘0        | Мордвиновский  | Курбское           |
| 24  | Бардуково              | деревня         | ↗21       | Бекреневский   | Ивняковское        |
| 25  | Барское                | деревня         | ↗4        | Меленковский   | Курбское           |
| 26  | Барышкино              | деревня         | →0        | Меленковский   | Курбское           |
| 27  | Бегоулево              | деревня         | ↗63       | Телегинский    | Карабихское        |
| 28  | Бекренево              | деревня         | ↘53       | Бекреневский   | Ивняковское        |
| 29  | Бекренево              | деревня         | →0        | Карабихский    | Карабихское        |
| 30  | Белкино                | деревня         | ↘75       | Карабихский    | Карабихское        |
| 31  | Бельково               | деревня         | ↘4        | Ивняковский    | Ивняковское        |
| 32  | Белягино               | деревня         | ↘0        | Мордвиновский  | Курбское           |
| 33  | Бердицино              | деревня         | ↘104      | Лютовский      | Туношенское        |
| 34  | Березовки              | деревня         | →0        | Ивняковский    | Ивняковское        |
| 35  | Беркайцево             | деревня         | ↘2        | Рютневский     | Кузнечихинское     |
| 36  | Бессмертново           | деревня         | ↘0        | Точищенский    | Заволжское         |
| 37  | Бечихино               | деревня         | ↘4        | Карабихский    | Карабихское        |
| 38  | Бисерово               | деревня         | ↘5        | Кузнечихинский | Кузнечихинское     |
| 39  | Боброво                | деревня         | ↘12       | Пестрецовский  | Заволжское         |
| 40  | Бовыкино               | деревня         | ↘5        | Бекреневский   | Ивняковское        |
| 41  | Богослов               | село            | ↗100      | Ивняковский    | Ивняковское        |
| 42  | Богословка             | деревня         | ↘0        | Левцовский     | Заволжское         |
| 43  | Бойтово                | деревня         | ↘0        | Ивняковский    | Ивняковское        |
| 44  | Болково                | деревня         | ↘5        | Пестрецовский  | Заволжское         |
| 45  | Большая                | деревня         | ↘0        | Туношенский    | Туношенское        |
| 46  | Большая Поповка        | деревня         | →7        | Бекреневский   | Ивняковское        |
| 47  | Большие Жарки          | деревня         | ↗51       | Рютневский     | Кузнечихинское     |
| 48  | Большое Домнино        | деревня         | ↗21       | Бекреневский   | Ивняковское        |
| 49  | Большое Макарово       | деревня         | ↘0        | Курбский       | Курбское           |
| 50  | Большое Ноговицыно     | деревня         | ↘0        | Глебовский     | Кузнечихинское     |
| 51  | Большое Симоново       | деревня         | →1        | Мордвиновский  | Курбское           |
| 52  | Большое Темерево       | деревня         | →0        | Карабихский    | Карабихское        |
| 53  | Большое Филимоново     | деревня         | ↗44       | Гавриловский   | Заволжское         |
| 54  | Бор                    | деревня         | ↗20       | Пестрецовский  | Заволжское         |
| 55  | Борисково              | деревня         | →2        | Бекреневский   | Ивняковское        |
| 56  | Борисово               | деревня         | ↘2        | Телегинский    | Карабихское        |
| 57  | Борисово               | деревня         | ↗1        | Кузнечихинский | Кузнечихинское     |
| 58  | Борисцево              | деревня         | ↘2        | Меленковский   | Курбское           |
| 59  | Боровая                | деревня         | ↗22       | Карабихский    | Карабихское        |
| 60  | Бортниково             | деревня         | ↘7        | Пестрецовский  | Заволжское         |
| 61  | Ботово                 | деревня         | ↘37       | Пестрецовский  | Заволжское         |
| 62  | Боярское               | деревня         | ↘14       | Левцовский     | Заволжское         |
| 63  | Браташино              | деревня         | ↗36       | Пестрецовский  | Заволжское         |
| 64  | Бреховская             | деревня         | ↘15       | Туношенский    | Туношенское        |
| 65  | Бузаркино              | деревня         | →28       | Бекреневский   | Ивняковское        |
| 66  | Буконтьево             | деревня         | →0        | Толбухинский   | Кузнечихинское     |
| 67  | Бурмосово              | деревня         | ↘6        | Карабихский    | Карабихское        |
| 68  | Бутрево                | деревня         | ↘26       | Кузнечихинский | Кузнечихинское     |
| 69  | Бухалово               | деревня         | ↘17       | Толбухинский   | Кузнечихинское     |
| 70  | Быстреник              | хутор           | →0        | Толбухинский   | Кузнечихинское     |
| 71  | Василево               | деревня         | →0        | Глебовский     | Кузнечихинское     |
| 72  | Василево               | деревня         | ↘10       | Кузнечихинский | Кузнечихинское     |
| 73  | Василево               | деревня         | ↘19       | Карабихский    | Карабихское        |
| 74  | Васильево              | деревня         | ↘1        | Лютовский      | Туношенское        |
| 75  | Васильевское           | деревня         | ↘20       | Кузнечихинский | Кузнечихинское     |
| 76  | Васильевское           | село            | →28       | Курбский       | Курбское           |
| 77  | Васильцово             | деревня         | ↘0        | Рютневский     | Кузнечихинское     |
| 78  | Васюково               | деревня         | →0        | Бекреневский   | Ивняковское        |
| 79  | Ватолино               | деревня         | ↘122      | Рютневский     | Кузнечихинское     |
| 80  | Введенье               | село            | ↗10       | Карабихский    | Карабихское        |
| 81  | Внуково                | деревня         | ↘0        | Телегинский    | Карабихское        |
| 82  | Волга                  | посёлок         | ↗27       | Туношенский    | Туношенское        |
| 83  | Волково                | деревня         | →0        | Телегинский    | Карабихское        |
| 84  | Воробино               | деревня         | ↗38       | Туношенский    | Туношенское        |
| 85  | Воробьёво              | деревня         | ↘3        | Ивняковский    | Ивняковское        |
| 86  | Вощино                 | деревня         | ↘0        | Меленковский   | Курбское           |
| 87  | Выездново              | деревня         | →0        | Мордвиновский  | Курбское           |
| 88  | Высоко                 | деревня         | ↘20       | Карабихский    | Карабихское        |
| 89  | Высоцкое               | село            | ↗11       | Лютовский      | Туношенское        |
| 90  | Гаврилово              | деревня         | ↗41       | Гавриловский   | Заволжское         |
| 91  | Гаврицы                | деревня         | →0        | Мордвиновский  | Курбское           |
| 92  | Гавшинка               | село            | ↘12       | Кузнечихинский | Кузнечихинское     |
| 93  | Глебовское             | деревня         | ↘887      | Глебовский     | Кузнечихинское     |
| 94  | Глинново               | деревня         | ↗2        | Мордвиновский  | Курбское           |
| 95  | Глухово                | деревня         | ↗100      | Пестрецовский  | Заволжское         |
| 96  | Голенищево             | деревня         | ↗10       | Телегинский    | Карабихское        |
| 97  | Голенцево              | деревня         | ↘27       | Курбский       | Курбское           |
| 98  | Головинское            | деревня         | ↘2        | Левцовский     | Заволжское         |
| 99  | Головинское            | деревня         | ↘17       | Пестрецовский  | Заволжское         |
| 100 | Гончарово              | деревня         | →0        | Карабихский    | Карабихское        |
| 101 | Горбуново              | деревня         | →2        | Ивняковский    | Ивняковское        |
| 102 | Городищи               | деревня         | →3        | Бекреневский   | Ивняковское        |
| 103 | Григорцево             | село            | ↘0        | Точищенский    | Заволжское         |
| 104 | Григорьевское          | деревня         | ↘670      | Левцовский     | Заволжское         |
| 105 | Григорьевское          | село            | →201      | Некрасовский   | Некрасовское       |
| 106 | Григорьевское          | село            | ↗285      | Точищенский    | Заволжское         |
| 107 | Гридино                | деревня         | ↘0        | Бекреневский   | Ивняковское        |
| 108 | Гридино                | деревня         | →2        | Курбский       | Курбское           |
| 109 | Губцево                | деревня         | ↘11       | Бекреневский   | Ивняковское        |
| 110 | Гумнищево              | деревня         | ↗3        | Глебовский     | Кузнечихинское     |
| 111 | Гусаково               | деревня         | →0        | Глебовский     | Кузнечихинское     |
| 112 | Давыдково              | деревня         | ↘7        | Курбский       | Курбское           |
| 113 | Давыдово               | деревня         | ↘6        | Точищенский    | Заволжское         |
| 114 | Давыдово               | село            | ↘46       | Глебовский     | Кузнечихинское     |
| 115 | Давыдово               | деревня         | →0        | Мордвиновский  | Курбское           |
| 116 | Давыдовское            | деревня         | ↗22       | Бекреневский   | Ивняковское        |
| 117 | Девятово               | деревня         | ↗22       | Курбский       | Курбское           |
| 118 | Дегтево                | село            | →14       | Курбский       | Курбское           |
| 119 | Дедова Гора            | деревня         | ↘5        | Рютневский     | Кузнечихинское     |
| 120 | Демково                | деревня         | ↗7        | Бекреневский   | Ивняковское        |
| 121 | Дмитриево              | деревня         | ↗27       | Туношенский    | Туношенское        |
| 122 | Дмитриевское           | деревня         | ↘4        | Глебовский     | Кузнечихинское     |
| 123 | Дмитриевское           | село            | ↘0        | Мордвиновский  | Курбское           |
| 124 | Долгуново              | деревня         | →0        | Глебовский     | Кузнечихинское     |
| 125 | Дор                    | деревня         | ↗7        | Толбухинский   | Кузнечихинское     |
| 126 | Дорогилино             | деревня         | →0        | Курбский       | Курбское           |
| 127 | Дорожаево              | деревня         | ↘107      | Бекреневский   | Ивняковское        |
| 128 | Дорожный               | посёлок         | ↗53       | Туношенский    | Туношенское        |
| 129 | Дубки                  | посёлок         | ↘3379     | Карабихский    | Карабихское        |
| 130 | Дубовики               | деревня         | →0        | Толбухинский   | Кузнечихинское     |
| 131 | Дубовицы               | деревня         | →0        | Мордвиновский  | Курбское           |
| 132 | Дудинское              | деревня         | ↗14       | Рютневский     | Кузнечихинское     |
| 133 | Дулепово               | деревня         | ↗2        | Курбский       | Курбское           |
| 134 | Дулово                 | деревня         | ↗12       | Некрасовский   | Некрасовское       |
| 135 | Думино                 | деревня         | →0        | Левцовский     | Заволжское         |
| 136 | Дымокурцы              | деревня         | ↘18       | Пестрецовский  | Заволжское         |
| 137 | Евково                 | деревня         | →0        | Точищенский    | Заволжское         |
| 138 | Евстигнеево            | деревня         | →0        | Точищенский    | Заволжское         |
| 139 | Ерденево               | деревня         | ↘4        | Мордвиновский  | Курбское           |
| 140 | Еремеевское            | село            | ↗33       | Телегинский    | Карабихское        |
| 141 | Еремино                | деревня         | →0        | Толбухинский   | Кузнечихинское     |
| 142 | Ерихово                | деревня         | ↗4        | Телегинский    | Карабихское        |
| 143 | Ермаково               | деревня         | ↘0        | Глебовский     | Кузнечихинское     |
| 144 | Ермолово               | деревня         | ↗77       | Пестрецовский  | Заволжское         |
| 145 | Ермольцево             | деревня         | ↘0        | Мордвиновский  | Курбское           |
| 146 | Ерсловское             | деревня         | →0        | Точищенский    | Заволжское         |
| 147 | Ершово                 | деревня         | ↘62       | Карабихский    | Карабихское        |
| 148 | Есемово                | деревня         | ↘0        | Курбский       | Курбское           |
| 149 | Ефремово               | деревня         | ↘8        | Бекреневский   | Ивняковское        |
| 150 | Ефремово               | деревня         | →0        | Меленковский   | Курбское           |
| 151 | Жабино                 | деревня         | ↘4        | Лютовский      | Туношенское        |
| 152 | Жуково                 | деревня         | ↘20       | Пестрецовский  | Заволжское         |
| 153 | Жуково                 | деревня         | →2        | Бекреневский   | Ивняковское        |
| 154 | Заборное               | деревня         | ↘34       | Лютовский      | Туношенское        |
| 155 | Заволжье               | посёлок         | ↘1414     | Пестрецовский  | Заволжское         |
| 156 | Закоторосье            | деревня         | →0        | Мордвиновский  | Курбское           |
| 157 | Залесье                | деревня         | ↘5        | Бекреневский   | Ивняковское        |
| 158 | Залужье                | деревня         | ↘0        | Точищенский    | Заволжское         |
| 159 | Запрудново             | деревня         | ↘3        | Мордвиновский  | Курбское           |
| 160 | Затон                  | посёлок         | →0        | Некрасовский   | Некрасовское       |
| 161 | Зверинцы               | деревня         | ↗41       | Ивняковский    | Ивняковское        |
| 162 | Зинино                 | деревня         | ↘0        | Кузнечихинский | Кузнечихинское     |
| 163 | Зиновское              | деревня         | ↘0        | Карабихский    | Карабихское        |
| 164 | Зманово                | деревня         | ↗2        | Карабихский    | Карабихское        |
| 165 | Зубарево               | деревня         | ↗2        | Толбухинский   | Кузнечихинское     |
| 166 | Зяблицы                | деревня         | ↘34       | Бекреневский   | Ивняковское        |
| 167 | Иванищево              | деревня         | ↘551      | Курбский       | Курбское           |
| 168 | Иванково               | деревня         | ↘0        | Точищенский    | Заволжское         |
| 169 | Иваново-Кошевники      | деревня         | →0        | Ивняковский    | Ивняковское        |
| 170 | Ивановский Перевоз     | деревня         | ↘80       | Ивняковский    | Ивняковское        |
| 171 | Иванцево               | деревня         | ↘9        | Мордвиновский  | Курбское           |
| 172 | Ивково                 | деревня         | →0        | Курбский       | Курбское           |
| 173 | Ивняки                 | посёлок         | ↗4570     | Ивняковский    | Ивняковское        |
| 174 | Игнатово               | деревня         | ↘49       | Кузнечихинский | Кузнечихинское     |
| 175 | Игрищи                 | село            | ↗108      | Мордвиновский  | Курбское           |
| 176 | Измайлово              | деревня         | →0        | Точищенский    | Заволжское         |
| 177 | Ильино                 | деревня         | ↘4        | Бекреневский   | Ивняковское        |
| 178 | Ильинское              | деревня         | →15       | Пестрецовский  | Заволжское         |
| 179 | Ильинское              | деревня         | ↘8        | Точищенский    | Заволжское         |
| 180 | Исаево                 | деревня         | ↘0        | Мордвиновский  | Курбское           |
| 181 | Исайцево               | деревня         | ↘3        | Рютневский     | Кузнечихинское     |
| 182 | Исаково                | деревня         | ↘0        | Лютовский      | Туношенское        |
| 183 | Исаково                | деревня         | ↗6        | Туношенский    | Туношенское        |
| 184 | Ишманово               | деревня         | ↘14       | Глебовский     | Кузнечихинское     |
| 185 | Каблуково              | деревня         | ↘46       | Курбский       | Курбское           |
| 186 | Калачиха               | деревня         | ↘3        | Мордвиновский  | Курбское           |
| 187 | Каликино               | деревня         | ↗15       | Толбухинский   | Кузнечихинское     |
| 188 | Калинино               | деревня         | →6        | Некрасовский   | Некрасовское       |
| 189 | Калинтьевская          | деревня         | ↗4        | Гавриловский   | Заволжское         |
| 190 | Каменка                | деревня         | ↘0        | Кузнечихинский | Кузнечихинское     |
| 191 | Карабиха               | деревня         | ↗754      | Карабихский    | Карабихское        |
| 192 | Карачиха               | посёлок         | ↗1366     | Ивняковский    | Ивняковское        |
| 193 | Карповское             | деревня         | ↘24       | Курбский       | Курбское           |
| 194 | Кипелки                | деревня         | ↘6        | Некрасовский   | Некрасовское       |
| 195 | Клещево                | деревня         | →0        | Мордвиновский  | Курбское           |
| 196 | Климатино              | деревня         | ↗8        | Толбухинский   | Кузнечихинское     |
| 197 | Климовское             | деревня         | ↘59       | Телегинский    | Карабихское        |
| 198 | Клинцево               | деревня         | ↘2        | Точищенский    | Заволжское         |
| 199 | Ключи                  | деревня         | ↘5        | Лютовский      | Туношенское        |
| 200 | Кобыляево              | деревня         | ↗38       | Пестрецовский  | Заволжское         |
| 201 | Когаево                | деревня         | ↗9        | Лютовский      | Туношенское        |
| 202 | Козлово                | деревня         | ↘0        | Рютневский     | Кузнечихинское     |
| 203 | Козлятево              | деревня         | ↘0        | Точищенский    | Заволжское         |
| 204 | Козулино               | деревня         | →1        | Толбухинский   | Кузнечихинское     |
| 205 | Козульки               | деревня         | →0        | Бекреневский   | Ивняковское        |
| 206 | Козьмодемьянск         | посёлок         | ↘1446     | Меленковский   | Курбское           |
| 207 | Козьмодемьянск         | село            | ↗8        | Меленковский   | Курбское           |
| 208 | Колесово               | деревня         | →0        | Мордвиновский  | Курбское           |
| 209 | Колокуново             | деревня         | ↘0        | Левцовский     | Заволжское         |
| 210 | Колокуново             | деревня         | ↘2        | Курбский       | Курбское           |
| 211 | Коломино               | деревня         | →0        | Точищенский    | Заволжское         |
| 212 | Комарово               | деревня         | ↘73       | Карабихский    | Карабихское        |
| 213 | Конищево               | деревня         | ↘0        | Глебовский     | Кузнечихинское     |
| 214 | Конищево               | деревня         | →0        | Ширинский      | Курбское           |
| 215 | Копосово               | деревня         | ↘3        | Толбухинский   | Кузнечихинское     |
| 216 | Коптево                | деревня         | →0        | Кузнечихинский | Кузнечихинское     |
| 217 | Копытово               | деревня         | ↗7        | Точищенский    | Заволжское         |
| 218 | Коргиш                 | деревня         | ↗47       | Туношенский    | Туношенское        |
| 219 | Корзново               | деревня         | →0        | Точищенский    | Заволжское         |
| 220 | Кормилицино            | деревня         | ↘512      | Карабихский    | Карабихское        |
| 221 | Корнево                | деревня         | ↘1        | Курбский       | Курбское           |
| 222 | Коробово               | деревня         | →18       | Пестрецовский  | Заволжское         |
| 223 | Коровайцево            | деревня         | ↘0        | Ивняковский    | Ивняковское        |
| 224 | Королево               | деревня         | →0        | Карабихский    | Карабихское        |
| 225 | Корюково               | деревня         | ↘52       | Телегинский    | Карабихское        |
| 226 | Костино                | деревня         | ↘0        | Ивняковский    | Ивняковское        |
| 227 | Костяево               | деревня         | →6        | Бекреневский   | Ивняковское        |
| 228 | Котельницы             | деревня         | ↗5        | Бекреневский   | Ивняковское        |
| 229 | Котово                 | деревня         | ↘10       | Курбский       | Курбское           |
| 230 | Кочегино               | деревня         | ↘0        | Меленковский   | Курбское           |
| 231 | Коченятино             | деревня         | ↗8        | Левцовский     | Заволжское         |
| 232 | Коченятино             | станция         | ↗48       | Левцовский     | Заволжское         |
| 233 | Красково               | деревня         | ↘0        | Мордвиновский  | Курбское           |
| 234 | Красная Горка          | деревня         | ↘7        | Бекреневский   | Ивняковское        |
| 235 | Красное                | посёлок         | ↘91       | Рютневский     | Кузнечихинское     |
| 236 | Красное                | село            | ↘169      | Туношенский    | Туношенское        |
| 237 | Красные Ткачи          | посёлок         | ↘4213     | Карабихский    | Карабихское        |
| 238 | Красный Бор            | деревня         | ↘196      | Пестрецовский  | Заволжское         |
| 239 | Красный Бор            | посёлок         | ↗6618     | Пестрецовский  | Заволжское         |
| 240 | Красный Волгарь        | посёлок         | ↘167      | Некрасовский   | Некрасовское       |
| 241 | Красный Холм           | посёлок         | ↗217      | Некрасовский   | Некрасовское       |
| 242 | Крюково                | деревня         | ↗7        | Курбский       | Курбское           |
| 243 | Крюковское             | деревня         | ↗25       | Некрасовский   | Некрасовское       |
| 244 | Кувшинцево             | деревня         | ↗6        | Глебовский     | Кузнечихинское     |
| 245 | Кузнечиха              | деревня         | ↘22       | Глебовский     | Кузнечихинское     |
| 246 | Кузнечиха              | деревня         | ↗4209     | Кузнечихинский | Кузнечихинское     |
| 247 | Кузьмино               | деревня         | ↘3        | Кузнечихинский | Кузнечихинское     |
| 248 | Кузьминское            | деревня         | ↘1        | Точищенский    | Заволжское         |
| 249 | Кульнево               | деревня         | →2        | Пестрецовский  | Заволжское         |
| 250 | Курба                  | село            | ↘1281     | Курбский       | Курбское           |
| 251 | Курдеево               | деревня         | ↗6        | Точищенский    | Заволжское         |
| 252 | Курдумово              | деревня         | ↘55       | Рютневский     | Кузнечихинское     |
| 253 | Курилково              | деревня         | →0        | Бекреневский   | Ивняковское        |
| 254 | Курилово               | деревня         | →6        | Бекреневский   | Ивняковское        |
| 255 | Курилово               | деревня         | ↘0        | Меленковский   | Курбское           |
| 256 | Куричьево              | деревня         | ↗1        | Лютовский      | Туношенское        |
| 257 | Курманово              | деревня         | →0        | Толбухинский   | Кузнечихинское     |
| 258 | Кустово                | деревня         | ↗1        | Кузнечихинский | Кузнечихинское     |
| 259 | Ладыгино               | деревня         | ↘1        | Точищенский    | Заволжское         |
| 260 | Лаптево                | деревня         | ↗8        | Карабихский    | Карабихское        |
| 261 | Лаптево                | деревня         | ↘39       | Курбский       | Курбское           |
| 262 | Ларино                 | деревня         | →25       | Гавриловский   | Заволжское         |
| 263 | Ларино                 | деревня         | →0        | Бекреневский   | Ивняковское        |
| 264 | Левцово                | деревня         | ↘82       | Левцовский     | Заволжское         |
| 265 | Леонтьевское           | деревня         | →0        | Ивняковский    | Ивняковское        |
| 266 | Лесково                | деревня         | →0        | Мордвиновский  | Курбское           |
| 267 | Лесная Поляна          | рабочий посёлок | ↘2492     |                |                    |
| 268 | Липовицы               | деревня         | ↘2        | Гавриловский   | Заволжское         |
| 269 | Лобаниха               | деревня         | ↗26       | Пестрецовский  | Заволжское         |
| 270 | Ломки                  | деревня         | ↘12       | Бекреневский   | Ивняковское        |
| 271 | Лопырево               | деревня         | ↗5        | Мордвиновский  | Курбское           |
| 272 | Лупычево               | деревня         | ↘41       | Карабихский    | Карабихское        |
| 273 | Лучинское              | село            | ↗58       | Телегинский    | Карабихское        |
| 274 | Лыса-Гора              | деревня         | →0        | Точищенский    | Заволжское         |
| 275 | Лютово                 | село            | ↘541      | Лютовский      | Туношенское        |
| 276 | Лютово                 | станция         | ↗26       | Лютовский      | Туношенское        |
| 277 | Ляпино                 | деревня         | ↗10       | Гавриловский   | Заволжское         |
| 278 | Максимовское           | деревня         | ↘7        | Некрасовский   | Некрасовское       |
| 279 | Максуры                | деревня         | →0        | Точищенский    | Заволжское         |
| 280 | Малое Болково          | деревня         | ↘14       | Пестрецовский  | Заволжское         |
| 281 | Малое Домнино          | деревня         | ↘1        | Бекреневский   | Ивняковское        |
| 282 | Малое Макарово         | деревня         | →1        | Курбский       | Курбское           |
| 283 | Малое Ноговицыно       | деревня         | →0        | Глебовский     | Кузнечихинское     |
| 284 | Малое Симоново         | деревня         | →0        | Мордвиновский  | Курбское           |
| 285 | Малое Степанцево       | деревня         | →0        | Толбухинский   | Кузнечихинское     |
| 286 | Малое Филимоново       | деревня         | ↗39       | Гавриловский   | Заволжское         |
| 287 | Малые Жарки            | деревня         | ↘14       | Рютневский     | Кузнечихинское     |
| 288 | Малышево               | деревня         | ↗8        | Туношенский    | Туношенское        |
| 289 | Мальгино               | деревня         | ↘0        | Лютовский      | Туношенское        |
| 290 | Мамаево                | деревня         | →0        | Точищенский    | Заволжское         |
| 291 | Маньково               | деревня         | ↘0        | Левцовский     | Заволжское         |
| 292 | Маньково               | деревня         | ↘3        | Пестрецовский  | Заволжское         |
| 293 | Мартьянка              | деревня         | ↘0        | Глебовский     | Кузнечихинское     |
| 294 | Марьино                | деревня         | ↗6        | Ширинский      | Курбское           |
| 295 | Матвеево               | деревня         | ↗10       | Меленковский   | Курбское           |
| 296 | Матвеевское            | деревня         | →10       | Бекреневский   | Ивняковское        |
| 297 | Матренино              | деревня         | →0        | Левцовский     | Заволжское         |
| 298 | Матьково               | деревня         | →1        | Карабихский    | Карабихское        |
| 299 | Медведево              | деревня         | ↘3        | Левцовский     | Заволжское         |
| 300 | Медведково             | деревня         | ↗157      | Ивняковский    | Ивняковское        |
| 301 | Медягино               | село            | ↘570      | Кузнечихинский | Кузнечихинское     |
| 302 | Меленки                | деревня         | ↘82       | Меленковский   | Курбское           |
| 303 | Меньшиково             | деревня         | ↗20       | Рютневский     | Кузнечихинское     |
| 304 | Мигачево               | деревня         | ↗28       | Туношенский    | Туношенское        |
| 305 | Митино                 | деревня         | →1        | Карабихский    | Карабихское        |
| 306 | Михайловский           | посёлок         | ↘1947     | Некрасовский   | Некрасовское       |
| 307 | Михайловское           | деревня         | ↘197      | Точищенский    | Заволжское         |
| 308 | Михайловское           | село            | ↗27       | Курбский       | Курбское           |
| 309 | Михальцево             | деревня         | ↗4        | Бекреневский   | Ивняковское        |
| 310 | Михеево                | деревня         | ↗14       | Мордвиновский  | Курбское           |
| 311 | Мишуково               | деревня         | ↘6        | Пестрецовский  | Заволжское         |
| 312 | Мокеевское             | деревня         | ↘1532     | Лютовский      | Туношенское        |
| 313 | Мологино               | деревня         | ↘42       | Рютневский     | Кузнечихинское     |
| 314 | Молозиново             | деревня         | ↗23       | Бекреневский   | Ивняковское        |
| 315 | Мордвиново             | деревня         | ↘614      | Мордвиновский  | Курбское           |
| 316 | Мостец                 | деревня         | ↗113      | Пестрецовский  | Заволжское         |
| 317 | Мужево                 | деревня         | ↗3        | Лютовский      | Туношенское        |
| 318 | Муравино               | деревня         | ↘11       | Глебовский     | Кузнечихинское     |
| 319 | Мусоловка              | деревня         | ↗9        | Толбухинский   | Кузнечихинское     |
| 320 | Мутовки                | деревня         | ↗6        | Лютовский      | Туношенское        |
| 321 | Муханово               | деревня         | ↘5        | Глебовский     | Кузнечихинское     |
| 322 | Нагавки                | деревня         | →0        | Курбский       | Курбское           |
| 323 | Нагорное               | деревня         | →0        | Курбский       | Курбское           |
| 324 | Нагорный               | посёлок         | ↘584      | Телегинский    | Карабихское        |
| 325 | Наумово                | село            | ↗3        | Кузнечихинский | Кузнечихинское     |
| 326 | Наумовское             | деревня         | →0        | Ширинский      | Курбское           |
| 327 | Некрасово              | деревня         | ↘81       | Некрасовский   | Некрасовское       |
| 328 | Нестерово              | деревня         | ↘2        | Глебовский     | Кузнечихинское     |
| 329 | Нефедницино            | деревня         | ↘4        | Глебовский     | Кузнечихинское     |
| 330 | Нечуково               | деревня         | →0        | Точищенский    | Заволжское         |
| 331 | Никиткино              | деревня         | →4        | Левцовский     | Заволжское         |
| 332 | Никифорово             | деревня         | ↗16       | Толбухинский   | Кузнечихинское     |
| 333 | Никоновское            | деревня         | →0        | Ширинский      | Курбское           |
| 334 | Никульское             | деревня         | ↗3        | Ивняковский    | Ивняковское        |
| 335 | Новая                  | деревня         | ↘3        | Некрасовский   | Некрасовское       |
| 336 | Новленское             | село            | ↘58       | Курбский       | Курбское           |
| 337 | Новлино                | деревня         | ↘0        | Бекреневский   | Ивняковское        |
| 338 | Ново                   | деревня         | →72       | Точищенский    | Заволжское         |
| 339 | Новоселки              | деревня         | ↘2        | Лютовский      | Туношенское        |
| 340 | Ноготино               | деревня         | ↘76       | Карабихский    | Карабихское        |
| 341 | Облесцево              | деревня         | ↗20       | Лютовский      | Туношенское        |
| 342 | Образцово              | деревня         | ↗8        | Туношенский    | Туношенское        |
| 343 | Обухово                | деревня         | →0        | Глебовский     | Кузнечихинское     |
| 344 | Одарино                | деревня         | ↘0        | Точищенский    | Заволжское         |
| 345 | Озерки                 | деревня         | ↘0        | Толбухинский   | Кузнечихинское     |
| 346 | Опарино                | деревня         | ↗8        | Карабихский    | Карабихское        |
| 347 | Орлово                 | деревня         | ↗36       | Туношенский    | Туношенское        |
| 348 | Осовые                 | деревня         | ↘5        | Ивняковский    | Ивняковское        |
| 349 | Осташково              | деревня         | ↗8        | Мордвиновский  | Курбское           |
| 350 | Павлеиха               | деревня         | ↗2        | Пестрецовский  | Заволжское         |
| 351 | Павловское             | деревня         | ↘8        | Глебовский     | Кузнечихинское     |
| 352 | Павловское             | деревня         | →0        | Толбухинский   | Кузнечихинское     |
| 353 | Павловское             | деревня         | ↘0        | Точищенский    | Заволжское         |
| 354 | Павловское             | деревня         | →0        | Мордвиновский  | Курбское           |
| 355 | Павлухино              | деревня         | ↗1        | Мордвиновский  | Курбское           |
| 356 | Пажа                   | село            | ↗4        | Бекреневский   | Ивняковское        |
| 357 | Пазушино               | село            | ↘61       | Рютневский     | Кузнечихинское     |
| 358 | Палутино               | деревня         | →0        | Лютовский      | Туношенское        |
| 359 | Панфилки               | деревня         | ↗4        | Меленковский   | Курбское           |
| 360 | Патерево               | деревня         | →5        | Некрасовский   | Некрасовское       |
| 361 | Пахна                  | село            | ↗168      | Ивняковский    | Ивняковское        |
| 362 | Пашино                 | деревня         | ↘2        | Лютовский      | Туношенское        |
| 363 | Пенье                  | деревня         | ↘4        | Пестрецовский  | Заволжское         |
| 364 | Пеньки                 | деревня         | ↘95       | Ивняковский    | Ивняковское        |
| 365 | Першино                | деревня         | ↘9        | Бекреневский   | Ивняковское        |
| 366 | Першино                | деревня         | ↘0        | Телегинский    | Карабихское        |
| 367 | Пестово                | деревня         | ↘3        | Бекреневский   | Ивняковское        |
| 368 | Пестрецово             | деревня         | ↗648      | Пестрецовский  | Заволжское         |
| 369 | Петелино               | деревня         | ↗13       | Пестрецовский  | Заволжское         |
| 370 | Петелино               | деревня         | ↘3        | Бекреневский   | Ивняковское        |
| 371 | Петраково              | деревня         | →0        | Туношенский    | Туношенское        |
| 372 | Петрово                | деревня         | →0        | Точищенский    | Заволжское         |
| 373 | Петрово                | село            | ↗3        | Туношенский    | Туношенское        |
| 374 | Петровское             | деревня         | ↘8        | Карабихский    | Карабихское        |
| 375 | Петрунино              | деревня         | →0        | Ширинский      | Курбское           |
| 376 | Петряйки               | деревня         | →0        | Толбухинский   | Кузнечихинское     |
| 377 | Писцово                | деревня         | ↘1        | Меленковский   | Курбское           |
| 378 | Платуново              | деревня         | ↘18       | Некрасовский   | Некрасовское       |
| 379 | Плотинки               | деревня         | →0        | Меленковский   | Курбское           |
| 380 | Погорелки              | деревня         | ↗2        | Точищенский    | Заволжское         |
| 381 | Погорелки              | деревня         | →0        | Лютовский      | Туношенское        |
| 382 | Пограиха               | деревня         | ↘0        | Пестрецовский  | Заволжское         |
| 383 | Подберезново           | деревня         | ↘1        | Бекреневский   | Ивняковское        |
| 384 | Подвязново             | деревня         | ↗12       | Кузнечихинский | Кузнечихинское     |
| 385 | Поддубново             | деревня         | ↘0        | Рютневский     | Кузнечихинское     |
| 386 | Подовинниково          | деревня         | ↗4        | Глебовский     | Кузнечихинское     |
| 387 | Подолино               | деревня         | ↘6        | Телегинский    | Карабихское        |
| 388 | Подоль                 | деревня         | →2        | Мордвиновский  | Курбское           |
| 389 | Подосениха             | деревня         | ↘6        | Левцовский     | Заволжское         |
| 390 | Пожарово               | деревня         | 0         | Толбухинский   | Кузнечихинское     |
| 391 | Поленское              | деревня         | ↗5        | Пестрецовский  | Заволжское         |
| 392 | Полесье                | деревня         | ↗28       | Гавриловский   | Заволжское         |
| 393 | Полтево                | село            | ↗3        | Точищенский    | Заволжское         |
| 394 | Поляны                 | деревня         | ↗3        | Туношенский    | Туношенское        |
| 395 | Пономарево             | село            | ↗10       | Кузнечихинский | Кузнечихинское     |
| 396 | Пономарево             | деревня         | ↗1        | Курбский       | Курбское           |
| 397 | Попадьино              | деревня         | →9        | Некрасовский   | Некрасовское       |
| 398 | Поповка                | деревня         | ↗12       | Бекреневский   | Ивняковское        |
| 399 | Поповское              | деревня         | →0        | Телегинский    | Карабихское        |
| 400 | Поповское              | деревня         | ↗40       | Глебовский     | Кузнечихинское     |
| 401 | Поречье                | деревня         | ↘1        | Левцовский     | Заволжское         |
| 402 | Порошино               | деревня         | →1        | Бекреневский   | Ивняковское        |
| 403 | пансионата «Ярославль» | посёлок         | ↘258      | Карабихский    | Карабихское        |
| 404 | Почаево                | деревня         | ↘13       | Кузнечихинский | Кузнечихинское     |
| 405 | Починки                | деревня         | ↘0        | Рютневский     | Кузнечихинское     |
| 406 | Починки                | деревня         | →0        | Меленковский   | Курбское           |
| 407 | Починки                | деревня         | ↗3        | Ширинский      | Курбское           |
| 408 | Починок                | деревня         | ↗1        | Толбухинский   | Кузнечихинское     |
| 409 | Прасковьино            | деревня         | ↗6        | Карабихский    | Карабихское        |
| 410 | Приволье               | деревня         | ↘1        | Лютовский      | Туношенское        |
| 411 | Прикалитки             | деревня         | ↘2        | Ивняковский    | Ивняковское        |
| 412 | Прокшино               | деревня         | ↗6        | Глебовский     | Кузнечихинское     |
| 413 | Прохоровское           | деревня         | ↘492      | Карабихский    | Карабихское        |
| 414 | Прусово                | село            | ↘150      | Гавриловский   | Заволжское         |
| 415 | Пуплышево              | деревня         | ↘4        | Мордвиновский  | Курбское           |
| 416 | Пучково                | деревня         | ↘0        | Точищенский    | Заволжское         |
| 417 | Пучковский             | посёлок станции | ↘21       | Точищенский    | Заволжское         |
| 418 | Раздолье               | деревня         | ↘18       | Ивняковский    | Ивняковское        |
| 419 | Ракино                 | деревня         | ↗54       | Рютневский     | Кузнечихинское     |
| 420 | Раменье                | село            | ↘10       | Глебовский     | Кузнечихинское     |
| 421 | Резанино               | село            | ↘25       | Мордвиновский  | Курбское           |
| 422 | Ременицы               | деревня         | ↘5        | Ивняковский    | Ивняковское        |
| 423 | Речной                 | посёлок         | ↗370      | Карабихский    | Карабихское        |
| 424 | Рожновки               | деревня         | →0        | Мордвиновский  | Курбское           |
| 425 | Романцево              | деревня         | →0        | Точищенский    | Заволжское         |
| 426 | Росляково              | деревня         | ↗18       | Лютовский      | Туношенское        |
| 427 | Росторопово            | деревня         | ↗5        | Точищенский    | Заволжское         |
| 428 | Рохма                  | деревня         | →0        | Лютовский      | Туношенское        |
| 429 | Руденки                | деревня         | ↘1        | Телегинский    | Карабихское        |
| 430 | Русаново               | деревня         | ↘0        | Левцовский     | Заволжское         |
| 431 | Рютнево                | деревня         | →0        | Рютневский     | Кузнечихинское     |
| 432 | Сабельницы             | деревня         | ↘180      | Ивняковский    | Ивняковское        |
| 433 | Савкино                | деревня         | ↗5        | Толбухинский   | Кузнечихинское     |
| 434 | Садовый                | посёлок         | ↘11       | Бекреневский   | Ивняковское        |
| 435 | Сандырево              | село            | ↗22       | Толбухинский   | Кузнечихинское     |
| 436 | Сарафоново             | село            | ↘988      | Бекреневский   | Ивняковское        |
| 437 | Сарафоново             | деревня         | →0        | Телегинский    | Карабихское        |
| 438 | Сатыево                | деревня         | ↘6        | Лютовский      | Туношенское        |
| 439 | Сворково               | деревня         | ↘0        | Ширинский      | Курбское           |
| 440 | Седельницы             | деревня         | ↘32       | Мордвиновский  | Курбское           |
| 441 | Селехово               | деревня         | ↘0        | Точищенский    | Заволжское         |
| 442 | Селифонтово            | деревня         | ↗222      | Карабихский    | Карабихское        |
| 443 | Сельцо                 | деревня         | ↘0        | Точищенский    | Заволжское         |
| 444 | Семеново               | деревня         | ↗11       | Гавриловский   | Заволжское         |
| 445 | Семеновское            | деревня         | ↘6        | Левцовский     | Заволжское         |
| 446 | Семеновское            | деревня         | ↗2        | Курбский       | Курбское           |
| 447 | Семеновское            | деревня         | →0        | Мордвиновский  | Курбское           |
| 448 | Семеновское            | деревня         | ↘2        | Лютовский      | Туношенское        |
| 449 | Семухино               | деревня         | →1        | Мордвиновский  | Курбское           |
| 450 | Сентьевская            | деревня         | ↗1        | Гавриловский   | Заволжское         |
| 451 | Сенчугово              | деревня         | ↘4        | Телегинский    | Карабихское        |
| 452 | Сергеево               | деревня         | ↗42       | Телегинский    | Карабихское        |
| 453 | Сереново               | село            | ↘0        | Кузнечихинский | Кузнечихинское     |
| 454 | Сеславино              | село            | ↘56       | Лютовский      | Туношенское        |
| 455 | Сивцево                | деревня         | ↘1        | Толбухинский   | Кузнечихинское     |
| 456 | Сидоровское            | село            | →0        | Мордвиновский  | Курбское           |
| 457 | Скоково                | деревня         | ↘23       | Бекреневский   | Ивняковское        |
| 458 | Скоморохово            | деревня         | ↗2        | Левцовский     | Заволжское         |
| 459 | Скородумки             | деревня         | ↗28       | Лютовский      | Туношенское        |
| 460 | Скородумово            | деревня         | ↘11       | Пестрецовский  | Заволжское         |
| 461 | Скрипино               | деревня         | ↗7        | Курбский       | Курбское           |
| 462 | Слободка               | деревня         | ↗18       | Курбский       | Курбское           |
| 463 | Смена                  | посёлок         | ↘80       | Бекреневский   | Ивняковское        |
| 464 | Соловарово             | деревня         | →3        | Ширинский      | Курбское           |
| 465 | Солонец                | село            | ↗7        | Меленковский   | Курбское           |
| 466 | Сопёлки                | село            | ↗74       | Туношенский    | Туношенское        |
| 467 | Сорокино               | деревня         | ↘2        | Туношенский    | Туношенское        |
| 468 | Сосновцы               | деревня         | ↘27       | Кузнечихинский | Кузнечихинское     |
| 469 | Софино                 | деревня         | ↗43       | Рютневский     | Кузнечихинское     |
| 470 | Софряково              | деревня         | ↘45       | Лютовский      | Туношенское        |
| 471 | Спас                   | село            | ↘2        | Глебовский     | Кузнечихинское     |
| 472 | Спас-Виталий           | село            | ↘496      | Точищенский    | Заволжское         |
| 473 | Спасское               | село            | ↘280      | Бекреневский   | Ивняковское        |
| 474 | Спицино                | деревня         | ↘2        | Карабихский    | Карабихское        |
| 475 | Старово                | деревня         | →0        | Курбский       | Курбское           |
| 476 | Степанцево             | деревня         | ↗26       | Глебовский     | Кузнечихинское     |
| 477 | Студеново              | деревня         | ↗3        | Лютовский      | Туношенское        |
| 478 | Студенцы               | деревня         | ↘7        | Точищенский    | Заволжское         |
| 479 | Суринский              | посёлок         | ↘34       | Ивняковский    | Ивняковское        |
| 480 | Суринское              | деревня         | ↗16       | Бекреневский   | Ивняковское        |
| 481 | Сухарево               | деревня         | →0        | Толбухинский   | Кузнечихинское     |
| 482 | Суховерково            | деревня         | →0        | Курбский       | Курбское           |
| 483 | Тарантаево             | деревня         | ↘8        | Глебовский     | Кузнечихинское     |
| 484 | Твердино               | деревня         | ↗21       | Лютовский      | Туношенское        |
| 485 | Телегино               | деревня         | ↗52       | Телегинский    | Карабихское        |
| 486 | Телищево               | деревня         | ↗21       | Туношенский    | Туношенское        |
| 487 | Телищево               | станция         | ↗17       | Туношенский    | Туношенское        |
| 488 | Тенино                 | станция         | ↘14       | Бекреневский   | Ивняковское        |
| 489 | Терентьевская          | деревня         | ↗11       | Гавриловский   | Заволжское         |
| 490 | Терехово               | деревня         | ↘18       | Бекреневский   | Ивняковское        |
| 491 | Тереховское            | деревня         | ↘17       | Пестрецовский  | Заволжское         |
| 492 | Тимохино               | деревня         | →0        | Ширинский      | Курбское           |
| 493 | Тимошино               | деревня         | ↘1        | Телегинский    | Карабихское        |
| 494 | Толбухино              | село            | ↘520      | Толбухинский   | Кузнечихинское     |
| 495 | Толгоболь              | село            | ↘248      | Рютневский     | Кузнечихинское     |
| 496 | Торговцево             | деревня         | ↗21       | Лютовский      | Туношенское        |
| 497 | Точища                 | деревня         | →0        | Точищенский    | Заволжское         |
| 498 | Троицкое               | деревня         | ↘6        | Толбухинский   | Кузнечихинское     |
| 499 | Трощеево               | деревня         | ↗10       | Курбский       | Курбское           |
| 500 | Трубенинское           | деревня         | →0        | Бекреневский   | Ивняковское        |
| 501 | Туношна                | село            | ↘1622     | Туношенский    | Туношенское        |
| 502 | Туношна-городок 26     | посёлок         | 1365      | Туношенский    | Туношенское        |
| 503 | Турыгино               | деревня         | ↘4        | Некрасовский   | Некрасовское       |
| 504 | Усково                 | деревня         | ↗9        | Туношенский    | Туношенское        |
| 505 | Устье                  | село            | ↗114      | Рютневский     | Кузнечихинское     |
| 506 | Уткино                 | деревня         | →1        | Точищенский    | Заволжское         |
| 507 | Уткино                 | посёлок станции | ↘79       | Точищенский    | Заволжское         |
| 508 | Ушаково                | село            | ↗2        | Точищенский    | Заволжское         |
| 509 | Ушаково                | деревня         | →0        | Лютовский      | Туношенское        |
| 510 | Фатьяново              | деревня         | ↗2        | Точищенский    | Заволжское         |
| 511 | Федорино               | деревня         | ↗12       | Пестрецовский  | Заволжское         |
| 512 | Федоровское            | село            | ↗1        | Рютневский     | Кузнечихинское     |
| 513 | Федоровское            | деревня         | ↘2        | Лютовский      | Туношенское        |
| 514 | Феклино                | деревня         | ↗3        | Толбухинский   | Кузнечихинское     |
| 515 | Филатово               | деревня         | ↘6        | Рютневский     | Кузнечихинское     |
| 516 | Филино                 | деревня         | ↗49       | Кузнечихинский | Кузнечихинское     |
| 517 | Филинское              | деревня         | →0        | Курбский       | Курбское           |
| 518 | Филисово               | деревня         | ↘0        | Рютневский     | Кузнечихинское     |
| 519 | Хабарово               | деревня         | →4        | Некрасовский   | Некрасовское       |
| 520 | Харитоново             | деревня         | →0        | Некрасовский   | Некрасовское       |
| 521 | Харлово                | деревня         | ↗11       | Лютовский      | Туношенское        |
| 522 | Хламовское             | деревня         | →0        | Курбский       | Курбское           |
| 523 | Хмельники              | деревня         | ↘1        | Точищенский    | Заволжское         |
| 524 | Хозницы                | деревня         | ↘0        | Бекреневский   | Ивняковское        |
| 525 | Хомутово               | деревня         | →0        | Телегинский    | Карабихское        |
| 526 | Хренино                | деревня         | ↗9        | Курбский       | Курбское           |
| 527 | Худково                | деревня         | →2        | Телегинский    | Карабихское        |
| 528 | Худяково               | деревня         | →0        | Точищенский    | Заволжское         |
| 529 | Цеденево               | деревня         | ↗8        | Телегинский    | Карабихское        |
| 530 | Чакарово               | деревня         | →0        | Кузнечихинский | Кузнечихинское     |
| 531 | Ченцы                  | деревня         | ↘27       | Пестрецовский  | Заволжское         |
| 532 | Ченцы                  | деревня         | ↘6        | Бекреневский   | Ивняковское        |
| 533 | Ченцы                  | посёлок         | ↘54       | Некрасовский   | Некрасовское       |
| 534 | Черелисино             | деревня         | ↘33       | Карабихский    | Карабихское        |
| 535 | Черемсаново            | деревня         | ↘0        | Курбский       | Курбское           |
| 536 | Черкасиха              | деревня         | ↘5        | Точищенский    | Заволжское         |
| 537 | Черкасово              | деревня         | ↗6        | Левцовский     | Заволжское         |
| 538 | Чернеево               | деревня         | ↗7        | Туношенский    | Туношенское        |
| 539 | Чернышево              | деревня         | ↘0        | Глебовский     | Кузнечихинское     |
| 540 | Чурилково              | деревня         | ↗212      | Бекреневский   | Ивняковское        |
| 541 | Чуркино                | деревня         | ↘6        | Карабихский    | Карабихское        |
| 542 | Чуркино                | деревня         | →0        | Ширинский      | Курбское           |
| 543 | Шебунино               | деревня         | ↗91       | Пестрецовский  | Заволжское         |
| 544 | Шебунино               | посёлок         | ↘0        | Пестрецовский  | Заволжское         |
| 545 | Шелепино               | деревня         | ↘0        | Глебовский     | Кузнечихинское     |
| 546 | Шепелево               | деревня         | ↘18       | Карабихский    | Карабихское        |
| 547 | Шехнино                | деревня         | ↘6        | Гавриловский   | Заволжское         |
| 548 | Ширинье                | село            | ↘382      | Ширинский      | Курбское           |
| 549 | Шоломово               | деревня         | →12       | Некрасовский   | Некрасовское       |
| 550 | Щеглевское             | деревня         | →33       | Некрасовский   | Некрасовское       |
| 551 | Щедрино                | посёлок         | ↘879      | Телегинский    | Карабихское        |
| 552 | Щеколдино              | деревня         | →0        | Мордвиновский  | Курбское           |
| 553 | Щипцово                | деревня         | ↗11       | Лютовский      | Туношенское        |
| 554 | Щукино                 | деревня         | ↘3        | Мордвиновский  | Курбское           |
| 555 | Юдово                  | деревня         | ↗12       | Кузнечихинский | Кузнечихинское     |
| 556 | Юково                  | деревня         | →0        | Меленковский   | Курбское           |
| 557 | Юрино                  | деревня         | ↘0        | Курбский       | Курбское           |
| 558 | Юркино                 | деревня         | ↘4        | Ивняковский    | Ивняковское        |
| 559 | Юрьево                 | деревня         | →2        | Левцовский     | Заволжское         |
| 560 | Юрьево                 | деревня         | ↗7        | Некрасовский   | Некрасовское       |
| 561 | Юрьевское              | деревня         | ↘6        | Туношенский    | Туношенское        |
| 562 | Юрятино                | деревня         | ↘45       | Кузнечихинский | Кузнечихинское     |
| 563 | Язвицево               | деревня         | ↗25       | Левцовский     | Заволжское         |
| 564 | Якалово                | деревня         | ↗2        | Пестрецовский  | Заволжское         |
| 565 | Якимцево               | деревня         | ↘12       | Рютневский     | Кузнечихинское     |
| 566 | Яковлево               | деревня         | →0        | Лютовский      | Туношенское        |
| 567 | Якушево                | деревня         | ↗13       | Пестрецовский  | Заволжское         |
| 568 | Ям                     | деревня         | ↘7        | Толбухинский   | Кузнечихинское     |
| 569 | Ямино                  | деревня         | ↗25       | Некрасовский   | Некрасовское       |
| 570 | Ямищи                  | деревня         | ↘4        | Телегинский    | Карабихское        |
| 571 | Ярославка              | посёлок         | ↗1125     | Рютневский     | Кузнечихинское     |
| 572 | Ярцево                 | деревня         | ↗45       | Туношенский    | Туношенское        |
| 573 | Ясино                  | деревня         | ↗10       | Толбухинский   | Кузнечихинское     |

Красные Ткачи с 1927 до 2019 гг. относились к рабочим посёлками.
Шаблон:См. также

### Упразднённые населённые пункты
- В 2022 году упразднены деревни: Дряхлово и Тарасцево Курбского сельского округа, Иванищево Некрасовского сельского округа, Лопатино Рютневского сельского округа, Чурово Глебовского сельского округа, а также деревня Колобиха Ивняковского сельского округа и станция Молот Бекреневского сельского округа[32].
- 2023 год — деревни Микшино и Новоселки[33]

## Герб и флаг
Шаблон:Основная статья
На гербе (принят 22 мая 1999 года) и флаге (принят 20 декабря 2002 года) Ярославского района на серебряном поле изображены два чёрных медведя с золотыми секирами (Ярославль и Ярославский район), стоящие на зелёном подножии (красивая природа и сельское хозяйство) по разные стороны голубого волнистого столба (Волга). Авторы — Константин Моченов (Химки) и Владимир Дружицкий (Ярославль); художник — Роберт Маланичев (Москва).

## Экономика
Основа экономики района — сельское хозяйство.

## Транспорт
Общая протяжённость автомобильных дорог в районе 513,7 км, из них с асфальтобетонным покрытием — 410,96 км.

## Образование
В Ярославском муниципальном районе работают 28 общеобразовательных школ, 14 дошкольных образовательных учреждений, 7 внешкольных учреждений, 1 детский дом, 1 учреждение типа «начальная школа — детский сад» в посёлке Лесная Поляна. Также в районе есть сельскохозяйственный техникум в посёлке Козьмодемьянск, Институт повышения квалификации работников агропромышленного комплекса, НИИ животноводства и кормопроизводства.

## Культура
В муниципальном районе есть 27 клубов, 32 библиотеки, культурно-спортивные центры, а также три театра: самодеятельный театр «Пилигрим» Ананьинского ДК на базе Дубковского культурно-спортивного центра; театр эстрадных миниатюр «Экспромт» и молодёжный театр «Юность» на базе Кузнечихинского культурно-спортивного центра; в Ананьинском ДК существует народный ансамбль эстрадного танца «Фейерверк» (на 1 января 2010 года осуществляется работа с 4 разновозрастными группами)

## Достопримечательности
- Карабиха — музей-заповедник Н. А. Некрасова
- Селифонтово — мемориальное кладбище на месте расстрельного полигона октября 1938 года
- Ярославский дельфинарий в посёлке Дубки

## Археология
- В пределах 10—12 км от Стрелки Ярославля находятся древнерусские протогородские центры с курганными могильниками — Тимерёвский, Михайловский (у села Михайловское за Волгой[36]) и Петровский (вверх по Которосли у села Петровское)[37]
- Окрестности села Толбухино (Фатьяновский могильник у деревни Фатьяново близ станции Уткино[38]) считаются первым местом обнаружения памятников фатьяновской культуры эпохи бронзы (2 пол. III — сер. II тысячелетия до н. э.)[39]. В 1879 году фатьяновские черепа, диоритовые топоры и шарообразные сосуды были экспонатами антропологической выставки в Москве[40].

## Выдающиеся уроженцы
- Володин, Павел Семёнович — советский военный деятель, лётчик, генерал-майор авиации (1940), в начале Великой Отечественной войны возглавлял штаб ВВС РККА Королёво, учился в пгт Красные Ткачи.
- Волончунас, Виктор Владимирович — мэр Ярославля; д. Орлово.
- Колесова, Елена Фёдоровна — партизанка, Герой Советского Союза; д. Колесово.
- Комаров, Арсений Васильевич  (1907—2002) — советский военно-политический деятель, вице-адмирал; д. Буконтьево.
- Корчагин Владимир Матвеевич (1912—1995) — редактор газеты «Сталинец», военный корреспондент газет «Крылья Советов», «Советский флот», журнала «Советское военное обозрение». Член редакционной комиссии книги «4-я Воздушная армия в ВОВ»(1968). Работал над книгой военных мемуаров «С думой о Родине»(1982). Родился в д. Дулепово близ с. Курба Ярославского района.[41]
- Костылев, Валентин Иванович (1884—1950) — советский писатель, прозаик, автор романа-трилогии «Иван Грозный». Детство и юность провёл в имении своего дяди в д. Нагорное близ с. Курба.[42]
- Мариев, Павел Лукьянович — генеральный директор Белорусского автозавода в 1992—2007 годах, Герой Беларуси.
- Новожилов, Юрий Константинович — — советский и российский историк-медиевист, профессор кафедры всеобщей истории в Петрозаводском государственном университете имени Ломоносова, кандидат исторических наук[43]. Автор работ по истории Архангельского Севера XVI—XIX веков. Участник Великой Отечественной войны. Награждён орденами и медалями[44][45].
- Петров, Иван Фёдорович (1897—1993) — генерал-лейтенант авиации, первый ректор МФТИ. Родился в д. Щипцово.
- Селезнёв, Александр Анатольевич — командир отделения оперативного взвода ОМОНа, Герой России; с. Туношна.
- Сыромятников, Сергей Петрович (1891—1951) — инженер-теплотехник, учёный в области паровозостроения, академик АН СССР, заслуженный деятель науки и техники РСФСР, генерал-директор тяги 1 ранга.
- Толбухин, Фёдор Иванович — маршал Советского Союза; родился в д. Андроники, учился в селе Давыдково, которое в его честь переименовано в Толбухино.
- Харчев, Михаил Александрович — Генерал-майор юстиции, председатель военного трибунала Центральной группы войск, а 16 октября 1953 года по 10 ноября 1963 года — председатель военного трибунала Московского военного округа. Королёво, учился в пгт Красные Ткачи.
- Яковлев, Александр Николаевич — политический и общественный деятель, главный идеолог Перестройки; родился в д. Королёво, учился в пгт Красные Ткачи.
- Яковлев Константин Фёдорович — ярославский самобытный писатель, главный редактор Верхне-Волжского издательства, Королёво, учился в пгт Красные Ткачи.